# میزوج
میزوج، روستایی از توابع بخش مرکزی شهرستان قزوین در استان قزوین ایران است. روستای میزوج در بیست کیلومتری شمال شرقی شهر قزوین و در کوهستان قرار گرفته است. منطقه‌ای که این روستا واقع شده نقطه مرزی بین دهستان اقبال و منطقه الموت محسوب می‌شود.

## جمعیت
این روستا در دهستان اقبال غربی قرار دارد و براساس سرشماری مرکز آمار ایران در سال ۱۳۸۵، جمعیت آن ۱۲۰ نفر (۳۲خانوار) بوده است. اهالی میزوج مانند بیشتر روستاهای دهستان اقبال غربی به زبان ترکی آذربایجانی
 سخن می‌گویند و اکثریت آنها به شهرهای دیگر از جمله قزوین مهاجرت کرده‌اند.